# Wahlbezirk Tirol 9
Der Wahlbezirk Tirol 9 war ein Wahlkreis für die Wahlen zum Abgeordnetenhaus im österreichischen Kronland Tirol. Der Wahlbezirk wurde 1907 mit der Einführung der Reichsratswahlordnung geschaffen und bestand bis zum Zusammenbruch der Habsburgermonarchie.

## Geschichte
Nachdem der Reichsrat im Herbst 1906 das allgemeine, gleiche, geheime und direkte Männerwahlrecht beschlossen hatte, wurde mit 26. Jänner 1907 die große Wahlrechtsreform durch Sanktionierung von Kaiser Franz Joseph I. gültig. Mit der neuen Reichsratswahlordnung schuf man insgesamt 516 Wahlbezirke, wobei mit Ausnahme Galiziens in jedem Wahlbezirk ein Abgeordneter im Zuge der Reichsratswahl gewählt wurde. Der Abgeordnete musst sich dabei im ersten Wahlgang oder in einer Stichwahl mit absoluter Mehrheit durchsetzen. Der Wahlkreis Tirol 9 umfasste die Gerichtsbezirke Rattenberg, Schwaz, Fügen und Zell am Ziller ohne die zum Wahlbezirk 3 gehörenden Städte Rattenberg und Schwaz.
Aus der Reichsratswahl 1907 ging Karl Niedrist (Christlichsoziale Partei) als Sieger nach Stichwahl hervor. Niedrist konnte sein Mandat bei der Reichsratswahl 1911 verteidigen.

## Wahlen

### Reichsratswahl 1907

#### Gesamtergebnis
Die Reichsratswahl 1907 wurde am 14. Mai 1907 (erster Wahlgang) durchgeführt. Eine Stichwahl entfiel auf Grund der absoluten Mehrheit von Niedrist im ersten Wahlgang.
| Kandidat                                                                    | Partei                             | Wahlkreis- stimmen | Stimmen- anteil |
| --------------------------------------------------------------------------- | ---------------------------------- | ------------------ | --------------- |
| Karl Niedrist                                                               | Christlichsoziale Partei           | 5219               | 77,3 %          |
| Franz Außerladscheider                                                      | Konservative Partei                | 1002               | 14,8 %          |
| Wilhelm Scheibein                                                           | Sozialdemokratische Arbeiterpartei | 456                | 6,8 %           |
| Sonstige                                                                    |                                    | 71                 | 1,1 %           |
| Wahlberechtigte: 8062, Ungültige/Leere Stimmen: 93, Wahlbeteiligung: 84,9 % |                                    |                    |                 |

#### Ergebnis nach Gerichtsbezirken
| Wahlort        | Niedrist | Außerlad scheider | Scheibein | Sonstige |
| -------------- | -------- | ----------------- | --------- | -------- |
| Rattenberg     | 81,6 %   | 9,4 %             | 8,5 %     | 0,5 %    |
| Schwaz         | 64,7 %   | 22,3 %            | 11,9 %    | 1,1 %    |
| Fügen          | 84,6 %   | 12,8 %            | 1,3 %     | 1,2 %    |
| Zell am Ziller | 80,7 %   | 16,6 %            | 0,6 %     | 2,0 %    |

### Reichsratswahl 1911

#### Gesamtergebnis
Die Reichsratswahl 1911 wurde am 13. Juni 1911 (erster Wahlgang) durchgeführt. Die Stichwahl entfiel auf Grund der absoluten Mehrheit von Niedrist im ersten Wahlgang.
| Kandidat                                                                     | Partei                             | Wahlkreis- stimmen | Stimmen- anteil |
| ---------------------------------------------------------------------------- | ---------------------------------- | ------------------ | --------------- |
| Karl Niedrist                                                                | Christlichsoziale Partei           | 4324               | 84,6 %          |
| Hans Filzer                                                                  | Sozialdemokratische Arbeiterpartei | 368                | 7,2 %           |
| Kassian Greiderer                                                            | Deutschfreiheitliche Partei        | 363                | 7,1 %           |
| Sonstige                                                                     |                                    | 56                 | 1,1 %           |
| Wahlberechtigte: 8213, Ungültige/Leere Stimmen: 104, Wahlbeteiligung: 63,5 % |                                    |                    |                 |

#### Ergebnis nach Gerichtsbezirken
| Wahlort        | Niedrist | Greiderer | Scheibein | Sonstige |
| -------------- | -------- | --------- | --------- | -------- |
| Rattenberg     | 86,3 %   | 3,7 %     | 9,5 %     | 0,5 %    |
| Schwaz         | 72,7 %   | 12,5 %    | 13,4 %    | 1,4 %    |
| Fügen          | 92,0 %   | 5,4 %     | 0,2 %     | 2,5 %    |
| Zell am Ziller | 90,0 %   | 8,4 %     | 0,5 %     | 1,2 %    |